# Apostolska nunciatura v Dominikanski republiki
Apostolska nunciatura v Dominikanski republiki je diplomatsko prestavništvo (veleposlaništvo) Svetega sedeža v Dominikanski republiki, ki ima sedež v Santo Domingu.
Trenutni apostolski nuncij je Ghaleb Bader.

## Seznam apostolskih nuncijev
- Rocco Cocchia (13. julij 1874–9. avgust 1883)
- Giuseppe Fietta (23. september 1930–20. junij 1936)
- Alfredo Pacini (23. april 1946–23. april 1949)
- Francesco Lardone (21. maj 1949–1953)
- Salvatore Siino (27. oktober 1953–14. marec 1959)
- Lino Zanini (16. junij 1959–1961)
- Emanuele Clarizio (5. oktober 1961–12. junij 1967)
- Antonio del Giudice (19. avgust 1967–2. december 1970)
- Luciano Storero (24. december 1970–14. julij 1976)
- Giovanni Gravelli (12. julij 1973–11. december 1981)
- Blasco Francisco Collaço (26. julij 1982–28. februar 1991)
- Fortunato Baldelli (20. april 1991–23. april 1994)
- François Robert Bacqué (7. junij 1994–27. februar 2001)
- Timothy Paul Andrew Broglio (27. februar 2001–19. november 2007)
- Józef Wesołowski (24. januar 2008–danes)